# Karaganda-Ugolnaja
Karaganda-Ugolnaja (ros. Караганда-Угольная) – towarowa stacja kolejowa w miejscowości Karaganda, w obwodzie karagandyjskim, w Kazachstanie. Położona jest na linii obsługującej Karagandyjskie Zagłębie Węglowe.
Od stacji odchodzą bocznice do okolicznych kopalń.